# Дудко Федір
Дудко Федір (нар. 7 травня 1885 — 1 березня 1962) — український письменник, журналіст. Псевдоніми — Одуд, Карпенко, Ф. Дудко-Карпенко, Трифон, Чугайстер, Трифон Чугайстер.

## З біографії
Народився 7 травня 1885 р. у с. Шаболині (Шабалинів) Сосницького повіту на Чернігівщині. Закінчив гімназію в Новгороді-Сіверському, студіював журналістику в Москві (1904—1906). З 1907 р. працював у пресі (м. Київ), студіював архітектуру в Київському політехнічному інституті. У часи УНР працював у міністерстві земельних справ. Потім переїхав до Львова і працював у бібліотеці Наукового товариства ім. Шевченка.
Після семи років праці був звільнений «за редукцією», протягом року був безробітним. У 1940 р. перебував у Любліні, потім Кракові, працював у щоденнику «Краківські вісті». Редагував «Наше слово» (Берест), «Пінську правду» (Пінськ). У 1944 р. емігрував до Німеччини, співпрацював із журналами «Церква й життя», «Голос». Був ув'язнений гестапівцями і чудом урятований. У 1949 р. прибув до США і продовжив творчу діяльність. Редагував журнал «Самопоміч». Помер 1 березня 1962 р. у Нью-Йорку. Похований на цвинтарі святого Андрія в Савт Бавнд-Бруку.

## Творчість
Автор романів «Прірва» (1928—1931), «Великий гетьман [Архівовано 16 січня 2014 у Wayback Machine.]» (1936);
збірок оповідань «Краса життя» (1922), «Глум» (1925, 1937), «Дівчата одчайдушних днів» (1937), [Архівовано 24 жовтня 2020 у Wayback Machine.]
«Війна [Архівовано 16 січня 2014 у Wayback Machine.]» (1947), «Заметіль [Архівовано 16 січня 2014 у Wayback Machine.]» (1948); спогадів «Моя молодість» (1965); повістей «Отаман Крук [Архівовано 16 квітня 2021 у Wayback Machine.]» (1924), «В заграві», «Чорторий [Архівовано 16 січня 2014 у Wayback Machine.]» (1946), «Квіти і кров», «На згарищах», «Стрибожа внука [Архівовано 16 січня 2014 у Wayback Machine.]» (1948), драматичний твір «Гріх» та ін. творів.